# Johnny Logan
Johnny Logan (Frankston, Ausztrália, 1954. május 13. –) ír énekes és zeneszerző. Eredeti neve: Seán Patrick Michael Sherrard. Kétszer is megnyerte az Eurovíziós Dalfesztivált: először 1980-ban a What's Another Year, aztán 1987-ben a Hold Me Now című dallal. 1992-ben mint szerző győzött a fesztiválon. Az új évezredben az írországi Ashbourne-ben él.

## Karriertörténet

### A kezdetek
Johnny Logan édesapja Patrick O’Hagen ír tenor énekes volt, aki háromszor is fellépett a washingtoni Fehér Házban John F. Kennedy, Lyndon B. Johnson és Richard Nixon elnöksége alatt. Johnny 3 éves volt, amikor a család visszaköltözött Írországba. A fiú megtanult gitározni, és 13 évesen már dalokat komponált. Az iskola befejezése után villanyszereléssel kezdett foglalkozni, szabadidejében pedig folk és bluesklubokban lépett fel. 1977-ben mint színész mutatkozott be az Ádám és Éva című ír musicalben: ő játszotta Ádámot. 1978-ban vette fel a Johnny Logan művésznevet, első kislemeze, a No I Don’t Want to Fall in Love megjelenése alkalmából. 1979-ben részt vett a National Song Contest (ismertebb nevén: Eurosong) versenyen, melyen évről évre eldől, hogy melyik előadó képviseli Írországot a következő Eurovíziós Dalfesztiválon. A harmadik lett az Angie című dallal.

### Az első eurovíziós győzelem
1980-ban Johnny újra indult a versenyen, ezúttal a What's Another Year című dallal. Mivel nyert, ezért ő képviselhette hazáját az 1980-as Eurovíziós Dalfesztiválon. A rendezvénynek Hollandia adott otthont, s  a döntőre 1980. április 19-én került sor a hágai Congresgebou-ban. 19 résztvevő közül Logan tizenhetedikként lépett a színpadra. Összesen 143 pontot kapott, 15 ponttal előzte meg a második helyre került német Katja Ebsteint. 7 országtól kapta meg a maximális 12 pontot. Olaszország csak 1 pontot adott neki, Törökország és Marokkó pedig egyet sem. A győztes dal természetesen nagy sláger lett Európában, Angliában egészen a slágerlista csúcsáig jutott.
A siker azonban annyira váratlan volt, hogy igazából sem az énekes, sem támogatói nem készültek fel rá a megfelelő stratégiával. Szinte egyszerre megjelent két újabb kislemeze, a Save Me és az In London nem váltották be a hozzájuk fűzött reményeket, ahogy Cliff Richard Give a Little Bit More című slágerének feldolgozása sem. 1983-ban Logan új hangzással, új imázzsal és gondosabb menedzseri háttérrel adta ki a Becoming Electric című kislemezt, de ez sem lett igazán sikeres a szigetországban. Csak 3 év múlva vált ismét népszerűvé Angliában a Stab in the Back című szerzeménnyel, melyet egyszerűen csak Logan név alatt dobott piacra.

### A második eurovíziós győzelem
1987-ben Johnny merész lépésre szánta el magát. Úgy döntött, hogy ismét indul az eurovíziós versenyen. Nem ő volt az egyetlen előadó, aki többször indult a fesztiválon, ám arra addig nem volt példa, hogy valaki kétszer is győzött volna. Logannek azonban sikerült. Először természetesen a nemzeti versenyen diadalmaskodott a Hold Me Now című dallal. A fesztivál döntője Brüsszelben volt, a Palais du Centenaire-ben. 22 ország versenyzett, és a sorsolás ismét úgy hozta, hogy Logan az utolsók között, huszadikként adhatta elő a versenydalát. 172 pontot kapott, ami kiugró győzelemnek mondható, hiszen az utána következő második helyezett, a német Wind együttes 31 ponttal maradt le mögötte, sőt 22 résztvevő közül csupán még az olaszoknak (Umberto Tozzi és Raf) sikerült 100 pont fölé kerülniük (103 pontot kaptak). 8 ország adott maximális pontszámot Logannek (ezúttal az olaszok is), a franciák viszont csak 1 pontra értékelték a produkciót, Izland és Görögország pedig nem adott rá pontot. Noha a Hold Me Now nagyobb sláger lett, mint az első fesztiválgyőztes dal, és jobban is fogyott lemezen, az angol slágerlistán mégis be kellett érnie a 2. hellyel. Az újabb fesztiválgyőzelem miatti érdeklődést azonban most sem sikerült tartósítani. Johnny a 10cc örökzöldjét, az I’m Not in Love-ot énekelte lemezre – a produceri teendőket az akkoriban előadóként (19; Just for Money) is sikeres Paul Hardcastle vállalta –, sőt felvett egy újabb albumot is, ám az angol slágerlistán sem a kislemezzel, sem az LP-vel nem került számottevő pozícióba. Mivel a Heartland című újabb kislemeze sikeres lett Írországban, ezért úgy döntött, Angliát mellőzve a továbbiakban főleg hazai és európai karrierjére fog koncentrálni.

### A harmadik eurovíziós győzelem
Logan nemcsak mint előadó, hanem mint szerző is részt vett az Eurovíziós Dalfesztiválokon. Nem csupán saját maga számára komponált, hanem két ízben honfitársnőjének, Linda Martinnak is. Először 1984-ben a Terminal 3 című dalt, mellyel az énekesnő 2. helyezett lett, majd 8 évvel később a Why Me? című szerzeményt, mellyel Martin megnyerte az 1992-es Eurovíziós Dalfesztivált. Kétszeres előadói és egyszeres szerzői győzelmével Johnny az Eurovíziós Dalfesztiválok történetének legsikeresebb résztvevője lett. Rajongói gyakran hívják Mister Eurovisionnek, akárcsak a média. Az ír focicsapat, a Bohemian FC szurkolói „örökbe fogadták” a Hold Me Now-t, és a You’ll Never Walk Alone-hoz hasonlóan gyakran el is éneklik a vendégjátékok során. A Hold Me Now egyébként az ABBA Waterloo és Domenico Modugno Volare című számai után az Eurovíziós Dalfesztiválok történetének 3. legnépszerűbb dala lett a rendezvény 50. évfordulója kapcsán rendezett szavazás alkalmával. (A What’s Another Year is bekerült a 14 jelölt közé.)

### A jelen
Karrierje évtizedei alatt – 2008 nyaráig bezárólag – Logan több mint 40 kislemezt és 19 albumot adott ki. A Which Witch című operamusicallel végigturnézta Norvégiát. 2002-ben részt vett az egyik angol tévécsatorna Never Mind the Buzzcocks című vetélkedőjében. Szerzeményeit reklámokhoz is felhasználták. 2007-ben hazájában a McDonald’s Eurosaver menüjét népszerűsítette, míg A State of Happiness című slágerét egy holland reklámkampányhoz használták fel.

## Ismertebb lemezei

### Kislemezek, maxik
- 1978 No I Don’t Want to Fall in Love
- 1980 Give a Little Bit More (Too Much Too Soon) / Sweet Lady
- 1980 Louisianna Rain / Sweet Lady
- 1980 What’s Another Year / One Night Stand
- 1980 Was ist schon ein Jahr / One Night Stand
- 1980 In London / Sad Little Woman
- 1980 Save Me / Love Is a Small Town
- 1981 Ich lieb’ dich so wie du bist / Halt mich
- 1982 Oriental Eyes / Flame
- 1982 Becoming Electric / Emotional Blackmail
- 1985 Ginny Come Lately / Everytime I Dream
- 1986 Stab in the Back / Sara Smile
- 1987 Hold Me Now / Living a Lie
- 1987 Hold Me Now / Living a Lie / What’s Another Year
- 1987 Stay / When Your Woman Cries
- 1987 I’m Not in Love / Such a Lady
- 1987 I’m Not in Love (extended mix) / I’m Not in Love (single mix) / Such a Lady
- 1988 Lonely Lovers (extended version) / (Love You) Just a Little Bit More / Lonely Lovers (single version)
- 1988 Heartland / Stay / When Your Woman Cries
- 1989 Red Lips (big lips Mix) / Hungry Is the Heart / Red Lips (single version)
- 1989 Lay Down Your Heart / Only a Matter of Time / Now That It’s Not Over
- 1989 All I Ever Wanted (extended version) / Me and My Jealous Heart / All I Ever Wanted (single version)
- 1989 All I Ever Wanted / Me and My Jealous Heart / Hungry Is the Heart
- 1991 How About Us / Hold On / How About Us (midnight mix)
- 1991 Miss You Nights / The Town I Love So Well
- 1992 Long Lie the Rivers (radio version) / Change of Heart / Long Lie the Rivers (extended version)
- 1992 It’s Only Tears / How Do You Say Goodbye / Don’t Turn Out the Light
- 1993 Europe Is Your Home (Johnny Logan and Sisters) / Brainstorm (instrumental) / Europa is ook van jou (R. Janszen, S. Reemer) / Brainstorm (instrumental)
- 1993 Celebrate and Win / Who Will Bring Her Flowers / Fly Away
- 1993 I’m No Hero (special radio edit) / Close to the Edge / How Do You Say Goodbye / I’m No Hero (long version)
- 1993 Voices (Are Calling) / (Show Me a) Deeper Love / Endless Emotion
- 1994 White Magic (radio version) / White Magic (movie version) / White Magic (instrumental)
- 1995 Another Lover (special radio version) / Another Lover (album version) Another Lover (karaoke version) / White Lies
- 1996 Reach Out (special radio version) / Reach Out (album version) White Lies (album version)
- 1996 Reunited (special radio edit) / Reunited (album version) / Slow Motion /Heal This Heart
- 1996 The Only Thing I’ve Ever Wanted (radio edit) / The Only Thing I’ve Ever Wanted (album version) / Slow Motion /Heal This Heart
- 1996 The Love in Your Eyes (special radio edit) / The Love in Your Eyes (Original Mix) / Where Did the Love Go / The Love in Your Eyes (remix)
- 1997 Vision of Glory / Vision of Glory (orchestral version) / Vision of Glory (instrumental version)
- 1997 Love to Live (single version) / Love to Live (classical version) / Love to Live (bluenite mix)
- 1998 You’ve Really Got a Hold on Me
- 1999 If You Believe (radio mix) / If You Believe (unplugged mix) / If You Believe (opening-ceremony mix)
- 1999 Silly Love Songs (radio version) / Silly Love Songs (karaoke) / Silly Love Songs (instrumental)
- 1999 Sarah at the Window
- 1999 When Love Was All (radio version) / When Love Was All (album version)
- 2000 The great Divide / Whenever You Close Your Eyes
- 2000 The Lucky One (remix) / The Lucky One (soft radio version)
- 2000 Music (radio cut) / Music (album version)
- 2001 No One Makes Love Like You (radio) / No One Makes Love Like You (original)
- 2001 Hold Me Now 2001 (radio edit) / Hold Me Now 2001 (instrumental)
- 2001 Hold Me Now 2001 Mix
- 2001 Let’s Make Love (Soul Poets Latin Mix) / Let’s Make Love (radio edit) / Let’s Make Love (album version)
- 2001 Let’s Make Love (radio edit) / Let’s Make love (album version)
- 2001 Taking All the Blame / Angels
- 2001 Christmas Time / Save this Christmas for Me
- 2001 Let Love Be Love (feat. Friends) / Save This Christmas for Me
- 2002 Taking all the Blame / Surprised
- 2002 You’ve Lost That Lovin’ Feelin’ / Laat me vrij (André Hazes)
- 2003 We All Need Love / Favorite Waste of Time (radio edit) / Favorite Waste of Time (extended version)
- 2003 Here I Go Again / Waterfalls
- 2004 We All Need Love / Die Liebe zählt / Favorite Waste of Time
- 2006 A State of Happiness (national anthem) / A State of Happiness (instrumental)
- 2006 Don’t Cry (smooth mix) / I Love to Party (aka What’s Another Year) / Don’t Cry (Frank J. Mix) / So Fine (Frank J. Mix)
- 2007 Christmas Time (single 2007)

### Albumok, válogatások
- 1979 In London
- 1980 Same
- 1980 What’s Another Year
- 1980 The Johnny Logan Album
- 1980 Johnny Logan
- 1985 Straight from the Heart
- 1987 Hold Me Now
- 1989 Mention My Name
- 1989 What’s Another Year (válogatás, nem azonos az 1980-as albummal)
- 1990 Love Songs
- 1992 Endless Emotion
- 1994 Living for Loving
- 1996 I’m No Hero
- 1996 The Best of Johnny Logan
- 1996 Reach Out
- 1997 Living for Loving (német kiadás)
- 1997 Reach Out (új kiadás)
- 1998 What’s Another Year (válogatás, nem azonos sem az 1980-as, sem az 1989-es albummal)
- 1999 Love Is All
- 1999 Love Is All (Limited Club Edition)
- 2001 Reach for Me
- 2001 Save This Christmas for Me
- 2003 We All Need Love
- 2005 The Best of Johnny Logan (nem azonos az 1996-os albummal)
- 2007 Johnny Logan & Friends: The Irish Connection

### VHS, DVD
- 2004 We All Need Love (VHS, DVD)

## Külső hivatkozások
- Johnny Logan hivatalos weboldala
- Videó: What’s Another Year
- Videó: Hold Me Now